# Nykarleby kyrka
Nykarleby kyrka är en kyrka i Nykarleby och församlingskyrka för Nykarleby församling. Den nuvarande kyrkan invigdes i december 1708 och ersatte då en träkyrka som byggts i början av 1600-talet i samband med församlingens bildande 1607. Den är helgad åt Sankta Birgitta. Till kyrkan hör en klockstapel byggd 1702. Nykarleby stad brann ner år 1858, men kyrkan klarade sig oskadd.
Kyrkan bär sitt namn eftersom den tidigaste omnämningen av Nykarleby i de historiska källorna rör en grupp pilgrimer från trakten som reste till Vadstena år 1375 och där mirakulöst botades från en rad krämpor när de bad vid Birgittas grav. I kyrkan förvaras bland annat på hedersplats en år 2003 tillverkad ikon av Heliga Birgitta.
I kyrkan finns släkten von Essens vapensköld, vilket anses vara rätt ovanligt eftersom sådana är förknippade med äldre stenkyrkor snarare än träkyrkor från 1700-talet. Överste Odert Reinhold von Essen var chef för Björneborgs regemente vid Storkyro 1714 där han stupade tillsammans med merparten av sitt regemente. Under 1960-talets kyrkrenovering påträffades hans kvarlevor under kyrkgolvet där de hade bisatts efter Storkyro.
Kyrkan är byggd som typisk österbottnisk träkyrka, i korsform, med ett slankt, högt torn. Interiören är rikt dekorerad av 1700-talsmålningar som tillkom 1749-59 och speciellt de imponerande takmålningarna har blivit välkända. Senaste renoveringen av kyrkan utfördes i slutet av 1980-talet och in på 90-talet.